# Gerald Esmond MacAlevey
Gerald Esmond MacAlevey, britanski general, * 1894, † 1969.